# Macchi M.9
Macchi M.9 – włoska rozpoznawcza łódź latająca. Zaprojektowana i zbudowana w 1918 roku we włoskiej wytwórni lotniczej Aeronautica Nieuport Macchi w Varese.

## Historia
Rozpoznawcza łódź latająca Macchi M.9 została zbudowana w drugiej połowie 1918 roku we włoskiej wytwórni lotniczej Aeronautica Nieuport Macchi, opierając się na wcześniejszych doświadczeniach budowanych w tej wytwórni jednomiejscowych myśliwskich łodziach latających Macchi M.5 i Macchi M.7 produkowanych w latach 1916–1918.
Również samolot Macchi M.9 był wyróżniającą się konstrukcją. Rozpoznawcza łódź latająca Macchi M.9 od 1919 roku produkowana była dla włoskiej marynarki wojennej.

## Użycie w lotnictwie polskim

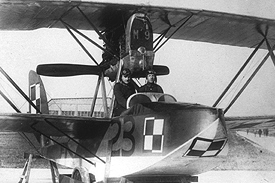
Macchi M.9 w polskich barwach

Latem 1921 roku Polska Misja Wojskowa zakupiła we Włoszech 7 rozpoznawczych łodzi latających Macchi M.9 dla Bazy Lotnictwa Morskiego w Pucku. Koszt transakcji wyniósł 64 000 dolarów. Łodzie te załadowane w skrzyniach dostarczono do Gdańska na włoskim statku „Rosa Alba” w drugiej połowie lipca 1921 roku i wyładowano na wybrzeżu Westerplatte. Stamtąd 7 sierpnia przewieziono je do Pucka.
W 1921 roku zmontowano jeden samolot, którego montaż nadzorował pilot włoski Ado Figieris, który później dokonał jego oblotu oraz przeprowadził z polskimi pilotami loty zapoznawcze tego samolotu.
Z powodu reorganizacji lotnictwa morskiego wstrzymano montaż dalszych samolotów. Po utworzeniu w marcu 1923 roku Morskiego Dywizjonu Lotniczego zlecono Centralnym Warsztatom Lotniczym (CWL) w Warszawie remont i montaż pozostałych łodzi M.9. W połowie 1923 roku zmontowano 5 egzemplarzy i dopuszczono je do lotów, po oblataniu przez Adolfa Stempkowskiego. 6 października 1923 roku podczas lotu nad Zatoką Pucką kadłub jednego z samolotów przełamał się na pół i spadł do morza. W wyniku tej katastrofy zginęła załoga samolotu kpt. obs. Wiktor Karczewski i por. pil. Ludwik Patalas. W związku z tą katastrofą łodzie latające Macchi M.9 ponownie skierowano do CWL w Warszawie w celu sprawdzenia oraz wzmocnienia kadłubów.
Na wiosnę 1925 roku samoloty wróciły do służby z zaleceniem unikania gwałtownych ewolucji i głębokich zakrętów. Otrzymały one numery od 21 do 28. W 1926 roku wycofano je z eksploatacji.

## Opis techniczny
Samolot Macchi M.9 był dwumiejscową rozpoznawczą łodzią latającą, dwupłatem o konstrukcji mieszanej. Napęd: 1 silnik rzędowy FIAT A-12bis o mocy 300 KM (221 kW), śmigło pchające dwułopatowe drewniane.
Łódź latająca Macchi M.9 była samolotem w układzie dwupłata napędzanego silnikiem rzędowym chłodzonym cieczą. Kadłub o konstrukcji kratownicowej drewnianej miał w całości pokrycie ze sklejki. Kształt spodu kadłuba był łodziowy płaskodenny, o ujemnym dwuskosie tworzącym wklęśnięcie, co zapobiegało tworzeniu się silnych rozbryzgów podczas startu i wodowania. W górnej części kadłuba z przodu tuż przed kabiną, znajdowało się wyprofilowane miejsce dla obrotnicy ruchomego karabinu maszynowego zakryte okrągłą płytą. Odkryta kabina załogi wyposażona była w dwa rozmieszczone obok siebie fotele – pilota i obserwatora. Kabina miała z przodu wiatrochrony oddzielnie dla pilota i obserwatora. Za kabiną załogi do środkowej części kadłuba zamocowany był płat dolny. Nad nim znajdował się płat górny połączony z nim skośnymi słupkami metalowymi. Oba płaty o lekkim kącie skosu usztywniono między sobą cięgnami stalowymi. Płaty o konstrukcji dwudźwigarowej, drewnianej kryte były płótnem. Lotki umieszczono na górnym płacie. Pod skrzydłami dolnego płata zamontowano ustateczniające pływaki boczne. Wewnątrz komory płatów, w środkowej części pod płatem górnym, umocowano silnik rzędowy ze śmigłem pchającym. Na końcu kadłuba znajdowało się usterzenie klasyczne, drewniane o pokryciu płóciennym.